# Test Dept

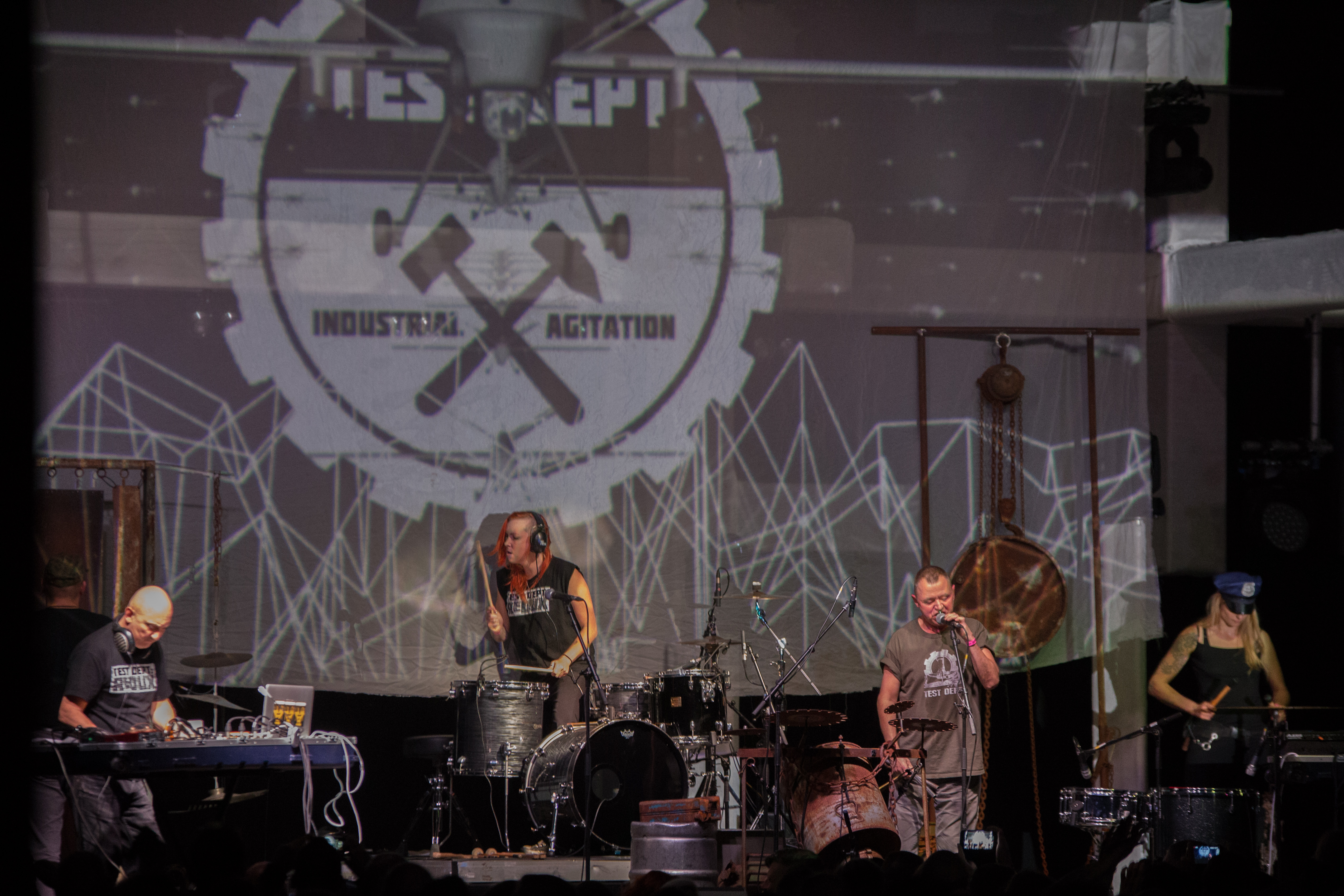
Test Dept - Durante um viver concerto em ano 2016

Test Dept foi uma banda de música industrial formada em New Cross, Londres, por músicos desempregados (incluindo Alastair Adams, Paul Jamrozy, Angus Farquhar, Graham Cunnington, Tony Cudlip, Toby Burdon e Paul Hines) de Glasgow, Escócia, para onde a banda mais tarde se relocou. Formada em 1981, eles são aclamados por muitos músicos como um dos grupos mais influentes dos primórdios da música industrial.